# 萬千星輝頒獎典禮2012
2012年萬千星輝頒獎典禮（英語：TVB Awards Presentation 2012）於2012年12月17日舉行，由鄭裕玲、崔建邦及林曉峰擔任大會司儀。本屆首次進行全民普選，由觀眾投票選出「最佳男主角」、「最佳女主角」及「最佳劇集」得主。

## 節目安排
《萬千星輝頒獎典禮2012》於2012年12月17日20:00－22:35在翡翠台、高清翡翠台及MyTV現場直播，由鄭裕玲、林曉峰及崔建邦擔任大會司儀，林曉峰及崔建邦兼任紅地氈司儀。
為宣傳本屆頒獎典禮加入全民投票成分，無綫電視於投票時段期間播放多個特備節目呼籲觀眾投票：
- 《萬千星輝頒獎典禮2012全民投票大行動》（2012年12月9日 22:00－23:00於翡翠台、高清翡翠台播出，各最佳劇集候選名單進行拉票）
- 《萬千星輝頒獎典禮2012終極拉票大行動》（2012年12月15日 20:30-20:45及22:45-23:00於翡翠台、高清翡翠台播出，各最佳男女主角候選名單進行拉票）

在頒獎典禮舉行當晚（12月17日），節目《東張西望》於典禮前後直播特輯：
- 《東張西望 萬千星輝頒獎典禮最強列陣》（19:30－20:00於翡翠台、高清翡翠台直播，播放各獎項候選名單片段、紅地氈盛況及相關娛樂新聞報導）
- 《東張西望 萬千星輝頒獎典禮王者駕到》（22:35－23:00於翡翠台、高清翡翠台直播，進行全民投票獎品抽獎環節及得獎者訪問）

### 收視
以下為各節目於香港無綫電視翡翠台、高清翡翠台之收視紀錄：
| 節目                                   | 日期                                      | 平均收視 | 最高收視 |
| -------------------------------------- | ----------------------------------------- | -------- | -------- |
| 《萬千星輝頒獎典禮2012全民投票大行動》 | 2012年12月9日                             | 18點     |          |
| 《萬千星輝頒獎典禮2012終極拉票大行動》 | 2012年12月15日 (20:30-20:45／22:45-23:00) | 19點     |          |
| 《東張西望 萬千星輝頒獎典禮最強列陣》  | 2012年12月17日                            | 24點     |          |
| 《萬千星輝頒獎典禮2012》               | 2012年12月17日                            | 36點     | 41點     |
| 《東張西望 萬千星輝頒獎典禮王者駕到》  | 2012年12月17日                            | 31點     |          |

## 投票機制
本年度萬千星輝頒獎典禮進行改革，14個獎項被分為3個組別：「評委會組別」、「專業投票組別」及「全民投票組別」。

### 評委會組別
由無綫電視9大高層組成的評委會負責遴選出「傑出演員大獎」及「萬千光輝演藝人大獎」的得獎者。

### 專業投票組別
由無綫電視所有職、藝員於2012年12月11日至12月13日間投票，選出「最佳男配角」、「最佳女配角」、「我最喜愛的電視男角色」、「我最喜愛的電視女角色」、「飛躍進步男藝員」、「飛躍進步女藝員」、「最佳節目主持」、「最佳綜藝節目」及「最佳資訊節目」的得主。

### 全民投票組別
由所有持有有效身份證之香港居民，於2012年12月10日下午3時至12月17日凌晨3時，透過TVB Fun或tvb.com參與投票（3香港流動通訊客戶可透過訊息傳遞進行投票），選出心目中的「最佳男主角」、「最佳女主角」及「最佳劇集」，得票最多的候選名單會成為得主。如遇到網絡擠塞等技術問題，會改用電話方式投票取代作為應變緊急措施。而所有參與投票的觀眾皆可參與抽獎，有機會贏取價值50萬的名車乙部。
於頒獎典禮當日，大會宣佈三個投票組別合共收到1,542,922票。

## 劇集獎項(簡介)
| 劇集           | 獎項               |
| -------------- | ------------------ |
| 天與地         | 最佳劇集           |
| 大太監         | 最佳男主角         |
| 名媛望族       | 最佳女主角         |
| On Call 36小時 | 最受歡迎電視男角色 |
| 雷霆掃毒       | 最受歡迎電視女角色 |
| 巴不得媽媽     | 最佳男配角         |
| 拳王           | 最佳女配角         |

## 提名及獲獎名單
| 奬項提名後入圍（最後兩強／三強／五強） | 奬項提名後獲奬（最後三強／五強） |  |

### 最佳劇集
提名名單
| 編號 | 劇集             |
| 02   | 天與地           |
| 03   | 我的如意狼君     |
| 04   | 換樂無窮         |
| 05   | 缺宅男女         |
| 06   | 4 In Love        |
| 07   | On Call 36小時   |
| 08   | 東西宮略         |
| 09   | 當旺爸爸         |
| 10   | 盛世仁傑         |
| 11   | 拳王             |
| 12   | 耀舞長安         |
| 13   | 愛·回家 (第一輯) |
| 14   | 心戰             |
| 15   | 衝呀！瘦薪兵團   |
| 16   | 飛虎             |
| 17   | 護花危情         |
| 18   | 回到三國         |
| 19   | 怒火街頭2        |
| 20   | 造王者           |
| 21   | 巴不得媽媽       |
| 22   | 天梯             |
| 23   | 雷霆掃毒         |
| 24   | 名媛望族         |
| 25   | 大太監           |

得獎資料
| 得獎作品 | 頒獎嘉賓 |
| -------- | -------- |
| 天與地   | 吳思遠   |

### 最佳男主角
提名名單
| 編號 | 劇集           | 演員   | 角色   |
| 01   | On Call 36小時 | 馬國明 | 張一健 |
| 02   | 東西宮略       | 郭晉安 | 齊宣王 |
| 03   | 拳王           | 鄭嘉穎 | 唐拾一 |
| 04   | 拳王           | 黃浩然 | 畢家成 |
| 05   | 飛虎           | 馬德鐘 | 展瀚韜 |
| 06   | 護花危情       | 黃宗澤 | 許瑋琛 |
| 07   | 天梯           | 陳 豪  | 苗 天  |
| 08   | 雷霆掃毒       | 林 峯  | 韋世樂 |
| 09   | 名媛望族       | 劉松仁 | 鍾卓萬 |
| 10   | 大太監         | 黎耀祥 | 李連英 |

得獎資料
| 獲獎者 | 劇集   | 頒獎嘉賓 |
| ------ | ------ | -------- |
| 黎耀祥 | 大太監 | 葉德嫻   |

### 最佳女主角
提名名單
| 編號 | 劇集         | 演員   | 角色   |
| 01   | 天與地       | 佘詩曼 | 葉梓恩 |
| 02   | 我的如意狼君 | 周麗淇 | 徐 芯  |
| 03   | 東西宮略     | 陳法拉 | 鍾無艷 |
| 04   | 護花危情     | 鍾嘉欣 | 喬子琳 |
| 05   | 怒火街頭2    | 胡杏兒 | 王思苦 |
| 06   | 巴不得媽媽   | 汪明荃 | 商映虹 |
| 07   | 天梯         | 陳茵媺 | 田愛娣 |
| 08   | 雷霆掃毒     | 徐子珊 | 陳家碧 |
| 09   | 名媛望族     | 楊 怡  | 康子君 |
| 10   | 大太監       | 米 雪  | 慈 禧  |

得獎資料
| 獲獎者 | 劇集     | 頒獎嘉賓 |
| ------ | -------- | -------- |
| 楊 怡  | 名媛望族 | 楊千嬅   |

### 我最喜愛的電視男角色
提名名單
| 編號 | 劇集           | 演員     | 角色           |
| 01   | On Call 36小時 | 馬國明   | 張一健         |
| 02   | 耀舞長安       | 歐陽震華 | 戴名鈸／喬步龍 |
| 03   | 護花危情       | 黃宗澤   | 許瑋琛         |
| 04   | 怒火街頭2      | 鄭嘉穎   | 羅力亞         |
| 05   | 天梯           | 陳 豪    | 苗 天          |
| 06   | 雷霆掃毒       | 苗僑偉   | 向 榮          |
| 07   | 雷霆掃毒       | 林 峯    | 韋世樂         |
| 08   | 名媛望族       | 劉松仁   | 鍾卓萬         |
| 09   | 大太監         | 黎耀祥   | 李連英         |
| 10   | 大太監         | 黃浩然   | 姚雙喜         |

得獎資料
| 獲獎者 | 飾演角色                | 頒獎嘉賓       |
| ------ | ----------------------- | -------------- |
| 馬國明 | 張一健 - On Call 36小時 | 吳孟達、許紹雄 |

### 我最喜愛的電視女角色
提名名單
| 編號 | 劇集           | 演員   | 角色   |
| 01   | 天與地         | 佘詩曼 | 葉梓恩 |
| 02   | 我的如意狼君   | 周麗淇 | 徐 芯  |
| 03   | On Call 36小時 | 楊 怡  | 范子妤 |
| 04   | 東西宮略       | 陳法拉 | 鍾無艷 |
| 05   | 怒火街頭2      | 胡杏兒 | 王思苦 |
| 06   | 造王者         | 田蕊妮 | 嚴三娘 |
| 07   | 巴不得媽媽     | 岑麗香 | 香乃馨 |
| 08   | 雷霆掃毒       | 徐子珊 | 陳家碧 |
| 09   | 名媛望族       | 楊 怡  | 康子君 |
| 10   | 大太監         | 米 雪  | 慈 禧  |

得獎資料
| 獲獎者 | 飾演角色          | 頒獎嘉賓       |
| ------ | ----------------- | -------------- |
| 徐子珊 | 陳家碧 - 雷霆掃毒 | 鄭嘉穎、胡杏兒 |

### 最佳男配角
提名名單
| 編號 | 劇集           | 演員   | 演員   |
| 01   | 缺宅男女       | 梁烈唯 | 關嘉康 |
| 02   | On Call 36小時 | 羅仲謙 | 楊沛聰 |
| 03   | 當旺爸爸       | 蕭正楠 | 葉 貴  |
| 04   | 護花危情       | 蔣志光 | 喬江河 |
| 05   | 怒火街頭2      | 林子善 | 米佐治 |
| 06   | 巴不得媽媽     | 古明華 | 蘇 基  |
| 07   | 天梯           | 黃德斌 | 鄭 嬌  |
| 08   | 名媛望族       | 王浩信 | 鍾啟燁 |
| 09   | 大太監         | 陳國邦 | 彭三順 |
| 10   | 大太監         | 岳 華  | 陳 福  |

得獎資料
| 獲獎者 | 劇集       | 頒獎嘉賓 |
| ------ | ---------- | -------- |
| 古明華 | 巴不得媽媽 | 陳國邦   |

### 最佳女配角
提名名單
| 編號 | 劇集       | 演員   | 角色     |
| 01   | 缺宅男女   | 黃智雯 | 婁笑蘭   |
| 02   | 拳王       | 胡定欣 | 丁恩慈   |
| 03   | 心戰       | 簡慕華 | Michelle |
| 04   | 回到三國   | 韓馬利 | 蔡夫人   |
| 05   | 怒火街頭2  | 苟芸慧 | 景伶俐   |
| 06   | 造王者     | 郭少芸 | 慧 妃    |
| 07   | 巴不得媽媽 | 岑麗香 | 香乃馨   |
| 08   | 天梯       | 羅 蘭  | 賀老太   |
| 09   | 名媛望族   | 江美儀 | 易懿芳   |
| 10   | 大太監     | 陳茵媺 | 壽莊和碩 |

得獎資料
| 獲獎者 | 劇集 | 頒獎嘉賓 |
| ------ | ---- | -------- |
| 胡定欣 | 拳王 | 黃智雯   |

### 飛躍進步男藝員
提名名單
| 編號 | 演員   | 劇集 / 節目名稱 |
| 01   | 王浩信 | 換樂無窮（劇集） 飛虎（劇集） 名媛望族（劇集）                                                                                  |
| 02   | 金 剛  | 4 In Love（劇集） 造王者（劇集） 怒火街頭2（劇集） 勁歌金曲（節目） 五覺大戰（節目） 玩轉三周1/2（節目） 街坊廚神食四方（節目） |
| 03   | 梁烈唯 | 缺宅男女（劇集） 東西宮略（劇集） 耀舞長安（劇集） 飛虎（劇集） 大太監（劇集） 兄弟幫（節目）                                   |
| 04   | 蕭正楠 | 當旺爸爸（劇集） 拳王（劇集） 天梯（劇集） 大太監（劇集） 玩轉三周1/2（節目）                                                   |
| 05   | 羅仲謙 | 缺宅男女（劇集） On Call 36小時（劇集） 飛虎（劇集） 巴不得媽媽（劇集）                                                         |

得獎資料
| 獲獎者 | 參與節目／劇集                                      | 頒獎嘉賓               |
| ------ | --------------------------------------------------- | ---------------------- |
| 梁烈唯 | 缺宅男女、東西宮略、耀舞長安、 飛虎、大太監、兄弟幫 | 鄭丹瑞、錢嘉樂、文詠珊 |

### 飛躍進步女藝員
提名名單
| 編號 | 演員   | 劇集 / 節目名稱                                                                          |
| 01   | 岑麗香 | 怒火街頭2（劇集） 巴不得媽媽（劇集） 大太監（劇集） 黑龍江（節目）                       |
| 02   | 苟芸慧 | 當旺爸爸（劇集） 怒火街頭2（劇集） 飛虎（劇集）                                          |
| 03   | 黃智雯 | 缺宅男女（劇集） On Call 36小時（劇集） 飛虎（劇集） 巴不得媽媽（劇集）                  |
| 04   | 樂 瞳  | 當旺爸爸（劇集） 回到三國（劇集） 護花危情（劇集） 大太監（劇集）                        |
| 05   | 龔嘉欣 | 我的如意狼君（劇集） 拳王（劇集） 衝呀！瘦薪兵團（劇集） 天梯（劇集） 更上一層樓（節目） |

得獎資料
| 獲獎者 | 參與節目／劇集                              | 頒獎嘉賓               |
| ------ | ------------------------------------------- | ---------------------- |
| 黃智雯 | 缺宅男女、On Call 36小時、 飛虎、巴不得媽媽 | 鄭丹瑞、錢嘉樂、文詠珊 |

### 最佳綜藝節目
提名名單
| 編號 | 節目               |
| 01   | 快樂地圖           |
| 02   | 環遊世界明星賽     |
| 03   | 皆大歡喜之溏心風暴 |
| 04   | 最佳男主角         |
| 05   | 萬千升呢福祿壽     |

得獎資料
| 得獎作品 | 頒獎嘉賓 |
| -------- | -------- |
| 快樂地圖 | 鍾景輝   |

### 最佳資訊節目
提名名單
| 編號 | 節目          |
| 01   | 盛女愛作戰    |
| 02   | 700萬人的數字 |
| 03   | 回鄉          |
| 04   | 珍情品味      |
| 05   | 走過烽火大地  |

得獎資料
| 得獎作品     | 頒獎嘉賓 |
| ------------ | -------- |
| 走過烽火大地 | 鍾景輝   |

### 最佳節目主持
提名名單
| 編號 | 節目               | 主持                   |
| 01   | 環遊世界明星賽     | 草 蜢                  |
| 02   | 珍情品味           | 戚美珍                 |
| 03   | 皆大歡喜之溏心風暴 | 薛家燕、阮兆祥         |
| 04   | 最佳男主角         | 黎芷珊                 |
| 05   | 萬千升呢福祿壽     | 阮兆祥、李思捷、王祖藍 |

得獎資料
| 獲獎者 | 節目       | 頒獎嘉賓       |
| ------ | ---------- | -------------- |
| 黎芷珊 | 最佳男主角 | 李丞責、麥玲玲 |

### 傑出演員大獎
| 獲獎者                                 | 頒獎嘉賓 |
| -------------------------------------- | -------- |
| 錢嘉樂、許紹雄、陳錦鴻、李成昌、鄭裕玲 | 曾志偉   |

### 萬千光輝演藝人大獎
得獎資料
| 獲獎者 | 頒獎嘉賓 |
| ------ | -------- |
| 汪明荃 | 梁乃鵬   |

## 頒獎典禮當晚座位
- 坐左邊第一排由右至左的7位男藝人為鄭嘉穎、黎耀祥、陳豪、馬國明、林峯、黃宗澤及黃浩然[1]。
- 坐右邊第一排由左至右的9位女藝人為胡杏兒、楊怡、徐子珊、鍾嘉欣、汪明荃、米雪、陳法拉、周麗淇及陳茵媺。

## 紀錄
1. 黎耀祥：繼2009、2010年獲得“最佳男主角”後第三度獲得該獎，平了羅嘉良的記錄，成為獲得該獎最多的藝人之一。
2. 楊怡：首位女演員集齊四大組別獎項（2003年：飛躍進步女藝員、2008年：最佳女配角、2009年：我最喜愛的電視女角色、2012年：最佳女主角）。
3. 黎耀祥、楊怡：兩人三度一同奪得同年內相同類別獎項（2008年：最佳男女配角、2009年：我最喜愛的電視男女角色、2012年：最佳男女主角）。
4. 汪明荃：繼李司棋後，以曾奪“最佳女主角”的身份獲得“萬千光輝演藝人大獎”。
5. 莊偉建：監製作品中誕生出最多的最佳女主角（2006年 佘詩曼 鳳凰四重奏、2011年 胡杏兒 萬凰之王及2012年 楊怡 名媛望族）
6. 陳豪：最長連續提名「最佳男主角」的男藝人（11次，2002－2012年）。
7. 佘詩曼：最長連續提名「最佳女主角」的女藝人（13次，2000－2012年）。
8. 《天與地》：首套接檔台慶劇的劇集奪獎。
9. 楊千嬅：本屆「最佳女主角」頒獎嘉賓，四個月之後在第32屆香港電影金像獎中凴《春嬌與志明》奪得「最佳女主角」。

## 相關
- MY AOD我的最愛頒獎典禮2012
- 星和無綫電視大獎2013